# Francisco Otero Besteiro
Francisco Otero Besteiro (Corgo, Provincia de Lugo, España; 3 de marzo de 1933-Madrid, España; 21 de mayo de 1994) fue un escultor, dibujante y diseñador español.

## Trayectoria
Realizó estudios de arte en Galicia. Más tarde se trasladó a Madrid, donde ingresó en 1947 en la Escuela Superior de Bellas Artes de San Fernando. Celebró su primera exposición en el Museo de Arte Moderno de Madrid.
En 1960, obtuvo una beca de la Fundación Juan March para estudiar en Roma. Posteriormente afianzó sus conocimientos en la École des Beaux-Arts. Después regresó a la capital española, donde fijó su residencia. A mediados de los ochenta, se dedicó a crear una colección de joyas-escultura, que fue expuesta en 1989 en el Mercado Puerta de Toledo de Madrid. Fue su última exposición.
Personaje peculiar apasionado de la filosofía y gran admirador de las personas dedicadas a la investigación científica y en especial a la medicina. Hombre de gran sensibilidad artística, buscando siempre nuevas formas de expresión, consiguió reunir una obra personal, diversa y sorprendente, incluso realizando inventos para soluciones cotidianas.
Hizo esculturas monumentales de animales hechas principalmente en bronce, granito y mármol; cerámicas; joyas, realizadas en oro o plata; acuarelas y dibujos. 
En un artículo de El Progreso de Lugo se mencionan algunas de sus obras más relevantes: «Lugo sería una ciudad fantástica plagada de animales que salieron de la portentosa imaginación de Ote (O Corgo, 1933). El rinoceronte que existe en la plaza del Humilladero de Villaviciosa de Odón luciría espléndido frente a los institutos, como símbolo de las barreras que solo la enseñanza consigue derribar... Le encargan el monumento a Félix Rodríguez de la Fuente en Poza de la Sal (Burgos)».
Su obra está presente, entre otros, en el Museo de Arte Moderno de Madrid y el Museo de Arte Contemporánea Carlos Maside. Fue reconocido por grandes escritores y críticos de la época, como Francisco Umbral y Camilo José Cela, quien opinaba que «las formas de Otero Besteiro están por encima de la anécdota y de la representación, y a un lado de la materia y las tendencias». Fue distinguido con la medalla de la Bienal de Alejandría.
Falleció a los 61 años de edad a consecuencia de una dolencia cardíaca. Los restos mortales se trasladaron a Corgo (Lugo) para ser enterrado en una mosca-tumba que había construido en 1976.